# Дисгонія розмальована
Дисгóнія розмальóвана (Dysgonia algira) — метелик з родини еребід.

## Зовнішній вигляд
Метелик має 24–30 мм розмах крил. Передні крила сіро-коричневі, кожне — з великою чорно-коричневою клиноподібною плямою і двома коричневими плямами, що приблизно мають форму рівнобічних трикутників. Ще одна темно-коричнева пляма є на передньому краї крила. Задні крила жовтуваті, з вузькою темною смугою поблизу торочки. Дорослі гусениці палевого червоно-жовтого і коричневого кольорів із цяточками; вздовж боків тягнуться білі лінії, дихальця облямовані жовтим та чорним.

## Поширення
Ареал виду охоплює Середню та Південно-Східну Європу та азійську частину Палеарктики (крім крайніх районів Півночі). Вид звичайний по всій Україні.

## Спосіб життя
Імаго активні у денний час, на квітах їх можна зустріти вже під час сходу сонця. Дають два покоління на рік, метеликів можна побачити від середини квітня до червня, а потім — з кінця липня і протягом серпня. Гусінь живиться листям бобових — астрагалів, еспарцетів. Зимує лялечка.

## Значення в природі та житті людини
Подібно до інших біологічних видів, дисгонія розмальована є невід'ємною ланкою природних екосистем — споживаючи рослинні тканини і стаючи здобиччю тварин — хижаків та паразитів.
Вид занесений до Червоної книги Самарської області Росії